# Beach Abort

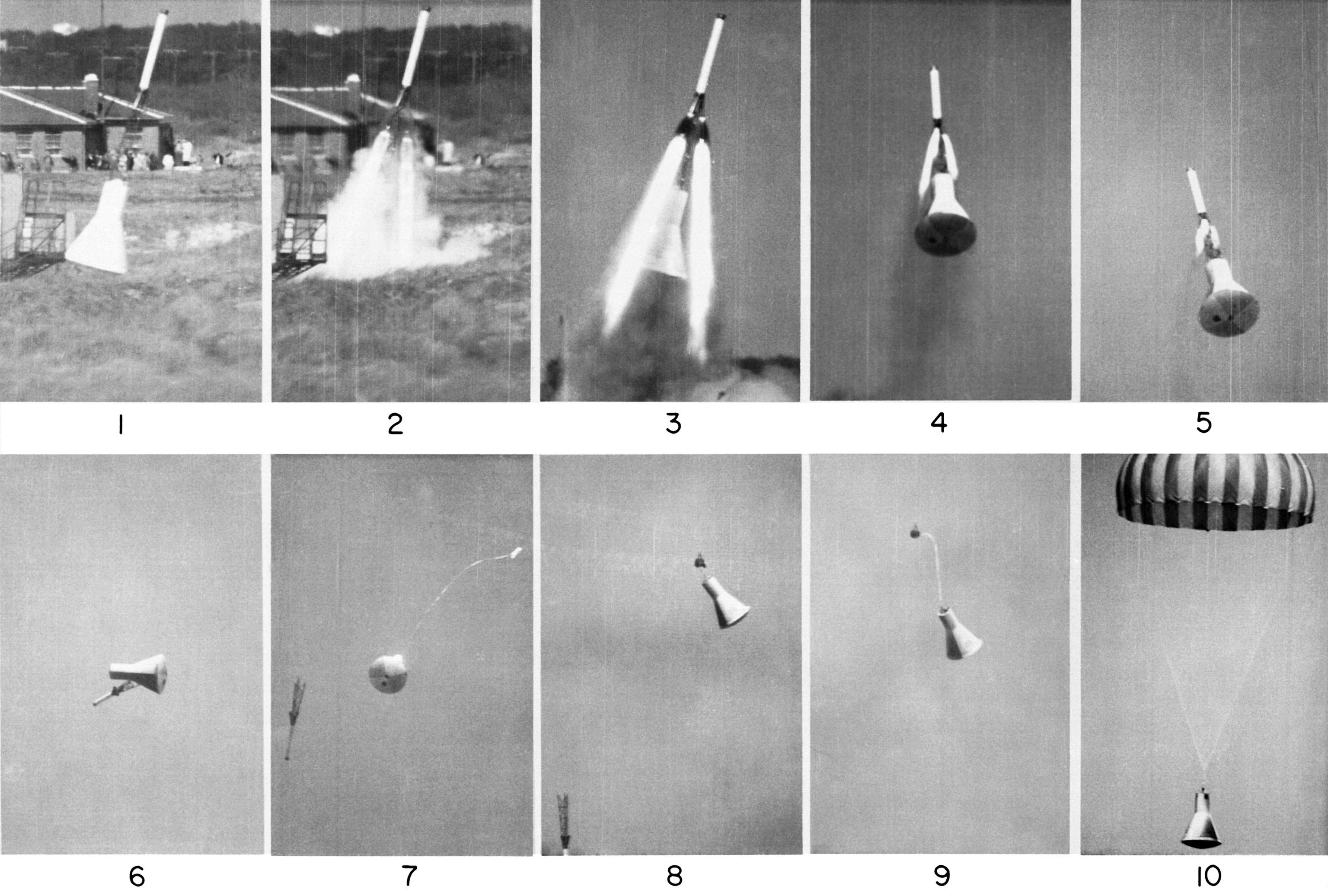
Průběh testu Beach Abort

Beach Abort byl test únikového systému kosmické lodi programu Mercury. Cílem testu bylo ověřit výkon únikového systému, prověřit systém přistání pomocí padáku a vyzvednutí kapsle. Test simuloval podmínky při nouzovém přerušení startu a odpálení únikového systému na odpalovací rampě, z toho důvodu se start konal v nulové výšce. Test se konal 9. května 1960 na Wallops Island. Let trval jednu minutu a 16 sekund, rakety ve věži únikového systému vynesly kapsli do výšky 750 metrů a do vzdálenosti přibližně kilometr od místa startu, maximální dosažená rychlost byla 1571 km/h. Kapsle byla vyzvednuta o 17 minut později vrtulníkem US NAVY. Test byl vyhodnocen jako úspěšný, ačkoli po odhození věže únikového systému nebyla dosažena požadovaná separační vzdálenost mezi věží a kapslí. Použitá kapsle byla první v produkční sérii McDonnell Mercury Spacecraft, dnes je vystavena v New York Hall of Science, Corona Park, NY.